# Dacia 1100
Dacia 1100 a fost primul model de autoturism produs de producătorul român Automobile Dacia S.A., fiind o asamblare în sistem CKD a modelului francez Renault 8. Între 1968 și 1971 au fost produse 37.546 de autoturisme.

## Căutarea unei licențe
În 1965 Nicolae Ceaușescu a fost ales prim-secretar al PCR și decide că trebuie redus efortul valutar făcut cu importul de autoturisme. Pentru a începe producția cât mai rapid și în lipsa unei industrii autohtone moderne care să dezvolte un autoturism nou, Comitetul Central al Partidului lansează o licitație pentru fabricarea unui autoturism de clasă medie, cu un motor de 1000-1300 cmc și o producție anuală de 40.000 - 50.000 de unități.
La licitație s-au înscris următoarele companii și modele:
- Alfa Romeo GT 1300 (lansat în 1965)
- Fiat 1100D (lansat în 1957)
- Morris Mini (lansat în 1959)
- Peugeot 204 (lansat în aprilie 1965)
- Renault 12 (în dezvoltare la momentul respectiv)

Pe 6 septembrie 1966 se semnează la București contractul cadru între statul român și Régie Nationale des Usines Renault. Compania franceză a oferit o lansare concomitentă a noului său model, de ultimă generație, cu varianta românească. În 1969, Renault 12 se lansează la Paris și Dacia 1300 la București.
Acordul, cu o valabilitate de 10 ani, prevede construcția temporară a unui alt model din gama constructorului francez, până la lansarea modelului Renault 12. La început modelul Renault 16 pare să fie preferat de partea română, decizia finală va fi luată în favoarea modelului Renault 8 Major, al cărui preț este mai accesibil pentru clienții români.
Noua marcă este denumită Dacia, după numele roman al zonei ocupate de România actuală, iar modelul este numit 1100, de la cilindreea motorului de 1108 cmc.
Pe 16 septembrie 1966 se ia decizia de a amplasa fabrica vizavi de Uzina de Piese Auto Colibași, valorificându-se niște hangare construite în 1943 pentru aviație. Construcția fabricii începe în primele zile ale anului 1967 cu asistența Renault. Un an și jumătate mai târziu, pe 1 iulie 1968, se pornesc probele în gol la cele 217 stații de lucru. Pe 3 august 1968 ies primele autoturisme de preserie de pe porțile noii Uzine de Autoturisme Pitești.

## Dacia 1100
Dacia 1100 era bazată pe Renault 8, o berlină cu tracțiune și motor pe spate. 
Modelul a fost disponibil în următoarele culori: 
- verde turcoaz (verde 57)
- roșu grenat (roșu 28)
- crem (alb 40)
- gri deschis (gri 83)
- albastru (albastru 68)

Motorul Renault Cléon-Fonte ("Sierra") dezvolta 46 CP (35kW) la 4600 turații și propulsa autoturismul până la 132 km/h. Era montat longitudinal pe spate și răcit cu apă.
Prețul inițial a fost în jur de 55.000 Lei, în condițiile în care salariul mediu net în 1968 era de 1.139 Lei. Vânzările totuși au continuat să fie foarte bune, chiar și după ce a fost lansat modelul 1300 în 1969, modelul 1100 fiind fabricat în paralel cu acesta încă 2 ani.

### Mașina prim-secretarului

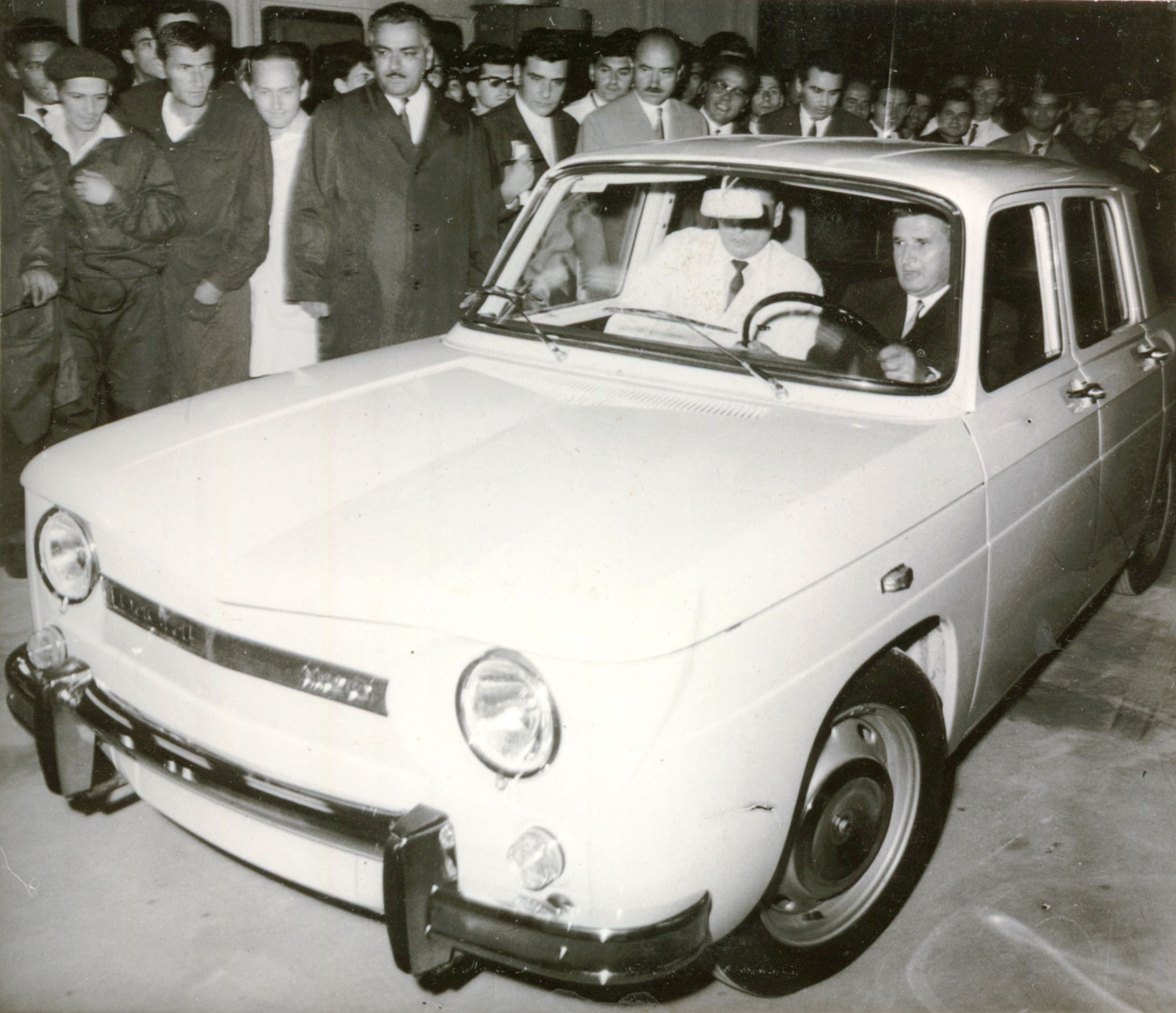
Nicolae Ceaușescu la bordul primului automobil Dacia 1100

Primul automobil ieșit pe poarta fabricii la deschiderea din 20 august 1968 a fost făcut cadou Secretarului General al Partidului Comunist Român, Nicolae Ceaușescu. Pe o plachetă comemorativă din compartimentul motorului se poate citi:
Primul autoturism de serie fabricat în RSR. Muncitorii, inginerii și tehnicienii constructori de mașini, vă aduc dumneavoastră tovarășe Nicolae Ceaușescu prinosul de recunoștință pentru inițierea producției de autoturisme în România și pentru grija permanentă ce o purtați dezvoltării industriei noastre socialiste.
În realitate, Nicolae Ceaușescu a primit modelul nr. 75. Acesta se află astăzi în colecția de vehicule cu interes istoric al Automobil Clubul Român.

## Dacia 1100S

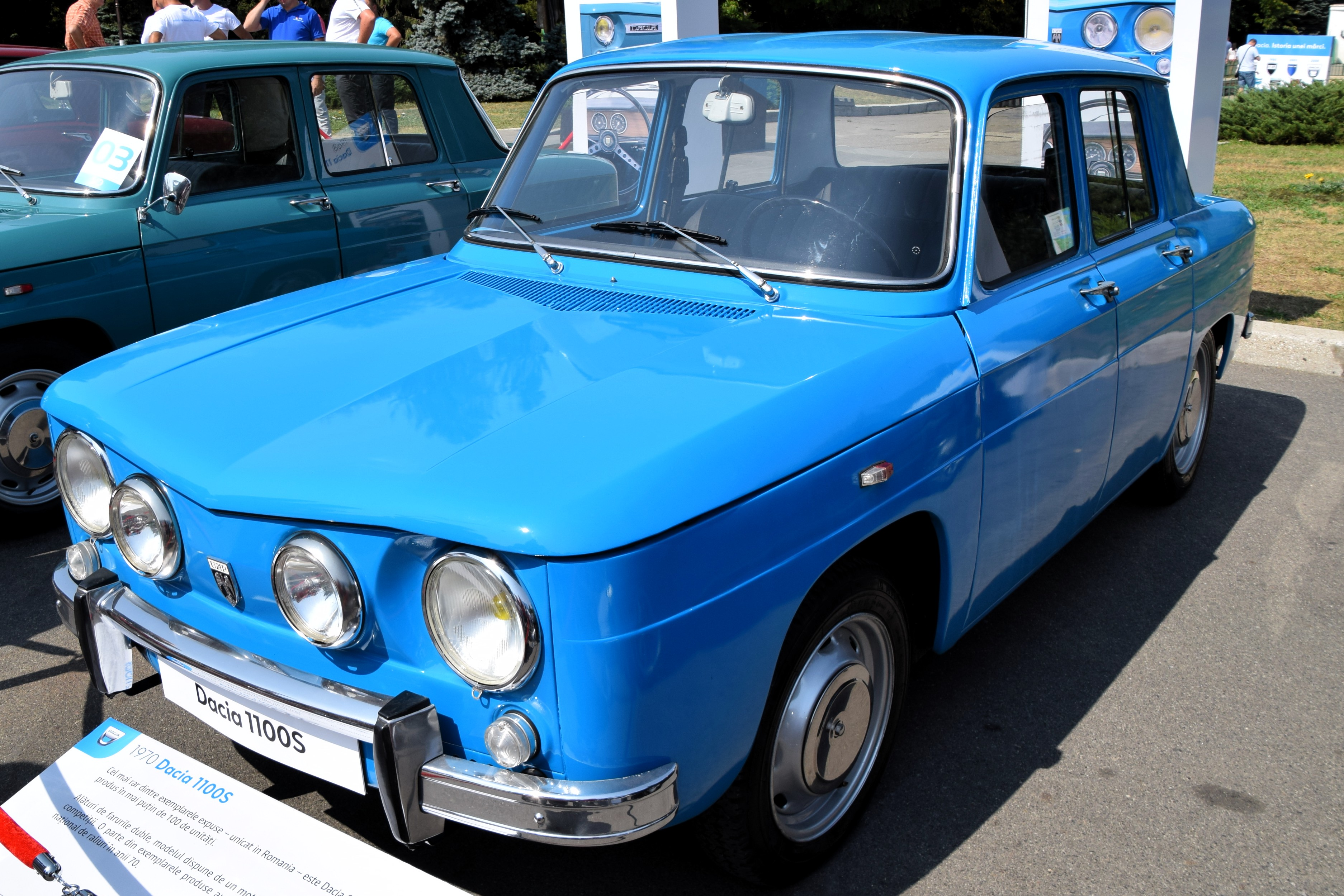
Dacia 1100S în cadrul unei expoziții statice

În 1971 a fost lansat un model cu același motor, dar reglat la 65 CP, Dacia 1100S. A fost produs în mai puțin de 100 de unități, fiind disponibil doar pentru competiții și ministerul de interne. A participat la Campionatul Național de Raliuri în anii 1970. 
Dacia 1100S poate fi identificată prin cele 4 faruri rotunde. 

## Producție
Inițial, Dacia 1100 era identică cu un Renault 8, doar emblema era diferită. Toate piesele mari erau livrate din Franța și Valladolid, Spania, apoi asamblate în România. Motoarele și cutiile de viteze veneau gata montate, trebuia doar introdus ulei în ele. Caroseria era sudată și vopsită local.
Începând cu 1969, se fabrică în România anvelopele, radiatorul, geamurile, precum și instalațiile electrice, tapițeria, scaune. Astfel se putea menține un cost scăzut și un ritm constant de fabricație. Deși producția nu a fost integral asimilată în România, piesele de schimb au fost disponibile destul timp.
| Anul  | Exemplare |
| ----- | --------- |
| 1968  | 2.030     |
| 1969  | 12.375    |
| 1970  | 12.122    |
| 1971  | 11.019    |
| Total | 37.546    |